# Nikołaj Szengiełaja
Nikołaj Michajłowicz Szengiełaja (ros. Николай Михайлович Шенгела́я, gruz. ნიკოლოზ მიხეილის ძე შენგელაია; ur. 8 sierpnia 1903, zm. 4 stycznia 1943) – radziecki i gruziński reżyser filmowy i scenarzysta. Zasłużony Działacz Sztuk RFSRR.
Od 1919 studiował na Wydziale Fizyczno-Matematycznym Uniwersytetu Tbiliskiego, od 1922 zajmował się działalnością literacką, 1923-1924 pracował we flocie handlowej. W 1924 został asystentem reżysera, później reżyserem studia filmowego Mieżrabpromfilm i następnie studia Gruzja-Film. W 1941 dwukrotnie otrzymał Nagrodę Stalinowską.
Jego żoną była aktorka Nato Wacznadze, z którą miał dwóch synów – Eldara i Gieorgija, którzy podobnie jak ojciec zostali reżyserami filmowi.

## Wybrana filmografia
- 1928: Eliso (Элисо)[2]
- 1932: Dwudziestu sześciu bakińskich komisarzy (Двадцать шесть комиссаров)[2]